# Träull

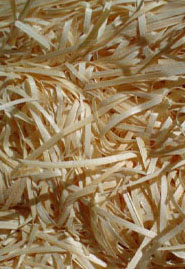
Träull

Träull är långa träspån som framställs av gran eller furu. Spånen hyvlas från rundved i speciella maskiner med en spånlängd upp till 50 cm. 

## Träullsplattor
Allmänt gäller tunnare spån för de tunnaste träullsplattorna. Träspån blandas med cement samt pressas i en form till plattor. Träullsplattor tillverkas till 24 m längd med bredd 60 cm , tjocklekar 3–15 cm, med vikt 220–340 kg/m³. Träulls-yttertakplattan är rundvirkesarmerad och har två längsgående armeringsstavar av trä för att höja bärkraften. Träullsplattor av finhyvlad träspån med fasade kanter används till innertak eller väggar där det behövs ljudabsorption. Träullsplattor har använts som värmeisolering i ytterväggar med påslagen puts.

## Annan användning
Förr använt som stötabsorberande förpackningsmaterial.